# Silvio Marcuzzi
Silvio Marcuzzi nome di battaglia "Montes" (Fogliano Redipuglia, 12 luglio 1907 – Palmanova, 1º novembre 1944) è stato un operaio, antifascista e partigiano italiano, Medaglia d'Oro al Valor Militare alla memoria.

## Biografia
Operaio nei cantieri di Monfalcone, si impegnò fin da metà degli anni trenta in attività antifascista. Nel 1938 fu costretto ad espatriare, ma nel 1941 rientrò in Italia, usando come copertura l'attività di agente di commercio.
Dopo l'Armistizio di Cassibile si affiancò alle formazioni slovene con un gruppo di partigiani. Fatto prigioniero, riuscì a fuggire, riparandosi a Monfalcone. Dall'autunno del 1943 si fece promotore di una vasta organizzazione dedita agli approvvigionamenti per le forze partigiane garibaldine e del IX Korpus, la cosiddetta "intendenza Montes".
Catturato dalla "Banda Collotti" alla fine di ottobre del 1944, venne torturato nella caserma Piave di Palmanova fino alla morte, avvenuta pochi giorni dopo.